# Statute Law
Statute Law (auch Statutory Law) bezeichnet vor allem in Ländern, die zum angelsächsischen Rechtskreis gerechnet werden, Normen, die von den zur Gesetzgebung ermächtigten Organen – vornehmlich unter Parlamentsvorbehalt stehend – in Gestalt von Gesetzesrecht und Verordnungen erlassen werden. Beim Richterrecht ist dagegen nicht der Gesetzgeber, sondern der Richter die Rechtsquelle.
Das Statute Law bildet dabei den Gegensatz zum Common Law, welches überliefertes Gewohnheitsrecht ist und durch Case Law konkretisiert ist. Case Law ist die Gesamtheit aller Gerichtsentscheidungen mit grundsätzlicher Bedeutung und als eigenständige Rechtsquelle anerkannt. Allerdings gilt der Grundsatz, dass das ‚Statute Law‘ das ‚Case Law‘ bricht. Das bedeutet wiederum, dass (historische) Präzedenzfälle ihre Geltung verlieren, sobald das Parlament ein den Sachverhalt abweichend regelndes Gesetz erlässt.
Statute Law gibt es:
- im Vereinigten Königreich, in den sich selbst verwaltenden Kolonien und in den Kronbesitzungen (crown dependencies), sowie
- in den Vereinigten Staaten von Amerika und
- in Australien, Kanada (außer der Provinz Québec), Neuseeland und Südafrika sowie den anderen Mitgliedstaaten des Commonwealth.